# Alexander Baumgartner
Alexander Baumgartner (San Gallo, 27 giugno 1841 – Città del Lussemburgo, 5 settembre 1910) è stato un letterato e religioso svizzero, candidato al Premio Nobel per la letteratura.

## Biografia
Nacque a San Gallo nel 1841, figlio dell'importante politico svizzero Gallus Jakob Baumgartner. Studiò presso un istituto religioso, diventando allievo del poeta e religioso Gall Morel, che funse da ispirazione per la sua successiva conversione. Compì gli studi superiori a Feldkirch in Austria, entrando nella Compagnia di Gesù nel 1860. Durante la giovinezza viaggiò spesso per l'Europa per motivi di studio, soggiornando in numerosi Paesi come Regno Unito, Paesi Bassi, Svezia e Danimarca, stabilendosi infine a Münster in Germania.
Di spiccate tendenze letterarie, nel 1874 divenne editore del giornale cattolico Stimmen aus Maria-Laach, per cui lavorò per il resto della vita contribuendovi assiduamente anche come inviato. Dapprima con base in Germania, a seguito dell'espulsione dei gesuiti dall'impero tedesco Baumgartner e il giornale si trasferirono più volte. Nel 1883 e nel 1886 compì due lunghi viaggi nell'Europa settentrionale, visitando l'Islanda, la Scandinavia, i paesi baltici e la Russia. Tali esperienze furono poi narrate da Baumgartner nel libro Nordische Fahrten (1890). In Islanda si interessò della letteratura norrena, traducendo alcuni testi letterari medievali islandesi.
Molto interessato anche alla poesia, esordì pubblicando i propri versi sullo Stimmen. Il primo successo arrivò nel 1881, quando la poesia Festspiel zur Calderonfeier scritta in onore del poeta spagnolo Pedro Calderón de la Barca ottenne grande popolarità, venendo in seguito ripubblicata assieme a una biografia del poeta stesso. Nel 1883 invece pubblicò la Lauretanische Litanei, una raccolta di cinquantanove sonetti, a sua volta un buon successo commerciale. Fu anche un notevole biografo, realizzando lavori su suo padre Gallus Jakob Baumgartner, Henry Wadsworth Longfellow, Joost van den Vondel e Goethe.
La sua ambizione principale rimaneva comunque pubblicare la Geschichte der Weltliteratur ("storia della letteratura mondiale"), alla quale dedicò la maggior parte della sua carriera letteraria, scrivendo centinaia di articoli per lo Stimmen e costruendola lentamente per aree geografiche. L'opera storico-letteraria, pur di notevoli dimensioni, rimase incompiuta, e venne pubblicata postuma nel 1912. Baumgartner morì infatti durante un viaggio in Lussemburgo nel 1910, mentre si apprestava a completare la sezione sulla storia della letteratura italiana. Dal 1901 al 1903 era stato proposto continuamente come candidato al premio Nobel per la letteratura dal teologo norvegese Knud Karl Krogh-Tonning.

## Opere

### Poesia
- (DE) Festspiel zur Calderonfeier, 1881.
- (DE) Lauretanische Litanei, 1883.

### Biografie
- (DE) Festspiel zur Calderonfeier, 1882.
- (DE) Joost van den Vondel, 1882.
- (DE) Göthe. Sein Leben und seine Werken, 1886.
- (DE) Longfellow Dichtungen, 1887.

### Letteratura di viaggio
- (DE) Nordische Fahrten, 1889.
- (DE) Durch Scandivanien nach St. Petersburg, 1890.